# Led Zeppelin
Led Zeppelin a fost o formație de muzică rock din Marea Britanie, care este considerată unul dintre cele mai cunoscute, respectate, inovatoare și inspirante grupuri muzicale ale secolului 20.  De-a lungul timpului a abordat diverse stiluri pornind de la muzica rock, excelând în crearea de piese memorabile în toate aceste stiluri, blues rock, hard rock, rock progresiv, heavy metal, folk rock, dar încorporând adesea în multe din cântecele lor porțiuni muzicale dintre cele mai diferite genuri ale muzicii universale.
Led Zeppelin a avut o componență unică de patru membri de-a lungul timpului.  Cei patru muzicieni sunt: Jimmy Page (chitară, mandolină, Theremin), Robert Plant (voce, muzicuță), John Bonham (baterie, percuții, voce) și John Paul Jones (chitară bas, orgă electronică, melotron, blockflöte, mandolină).
Începând cu 1968, anul formării lor, Led Zeppelin au fost inovatori muzicali în mod constant, dar în același timp, nu au pierdut niciodată nici pulsul publicului și nici grupul imens de iubitori din toată lumea.  Deși sunt mai ales cunoscuți pentru pionieratul lor în genurile hard rock și heavy metal, cei patru muzicieni au introdus constant elemente de blues, rockabilly, reggae, soul, funk, muzică celtică, muzică indiană, muzică arabă, folk, pop și chiar muzică din America Latină, respectiv muzică country în compozițiile lor.
După mai bine de 25 de ani de la hotărârea de a încheia activitatea muzicală datorită morții tragice a lui John Bonham din 1980, muzica formației Led Zeppelin continuă să fie ascultată cu mare plăcere, să se vândă foarte bine și să exercite o influență importantă asupra muzicii rock contemporane.  Grupul a vândut peste 300 de milioane de albume în întreaga lume, incluzând 110 milioane de albume vândute  doar în Statele Unite ale Americii.

## Istoria grupului

### Numele grupului
În limba engleză substantivul "lead" înseamnă plumb. Membrii formației doreau să nu existe confuzii, astfel că au adoptat cuvântul "Led" în denumire, pentru a nu fi citit "Lead Zeppelin" sau pronunțat de către americani "leed". Jimmy Page a pus numele trupei fiind inspirat de vorbele lui Keith Moon, cum că o super-trupă ce i-ar avea în componență pe el (Keith Moon) și pe John Entwistle s-ar prăbuși ca un Lead Zeppelin (dirijabil de plumb). De asemenea, expresia "Lead Zeppelin" era folosită de membrii formației The Who pentru a descrie un concert nereușit: "we crashed like a lead zeppelin" (ne-am prăbușit ca un dirijabil de plumb). O traducere alternativă a sloganului trupei ar fi acela de Zeppelin Dirijat/Condus.

### Istoric muzical și artistic
În iunie 1966 Jimmy Page s-a alăturat formației The Yardbirds, înlocuindu-l pe Paul Samwell-Smith la chitară bas. În scurt timp a trecut la chitară ritmică și Chris Dreja a preluat basul. În luna octombrie a aceluiași an Jeff Beck părăsește grupul, iar Page încearcă să formeze o super-formație cu Keith Moon și John Entwistle de la The Who, cu Jeff Beck, iar pentru vocal s-a gândit la Donovan, Steve Winwood sau Steve Marriott. Grupul nu s-a mai format dar Page, Beck și Moon au înregistrat un cântec împreună, respectiv Beck's Bolero, care va aparea pe albumul Truth din 1968 al lui Jeff Beck. La sesiunea de înregistrări a participat și basistul John Paul Jones (pe numele său adevărat John Richard Baldwin). Acesta i-a spus lui Page că ar fi interesat să colaboreze cu el în proiectele viitoare.
La vremea când formația s-a desființat (prin iulie 1968), Jimmy Page a rămas cu numele trupei, cu un contract de înregistrări, dar și cu o serie de angajamente neîndeplinite. 
Astfel a apărut formația New Yardbirds, prin intermediul căreia chitaristul dorea să efectueze un turneu în Peninsula Scandinavă. 
Trupa a fost primită cu apatie si indiferență de publicul britanic, astfel membrii fiind nevoiți să traverseze oceanul, unde, după editarea albumului de debut, dobândesc în scurt timp consacrarea, fiind recunoscuți drept cei mai de seamă „succesori artistici” ai fostului grup Cream, în care a activat și Eric Clapton (chitară, vocal). Simultan, cei patru „zep” constituiau principalii rivali ai formației Jeff Beck Group.
Pe acest prim album, considerat de specialiști „sofisticat dar plin de energie”, se regăseau două piese importante: Communication Breakdown și Dazed and Confused. Al doilea LP a constituit, bineînțeles, o augmentare în plan componistic și interpretativ a debutului, incluzând și bine-cunoscuta Whole Lotta Love. Chiar dacă al treilea album (Led Zeppelin III) a avut la bază stilul hard rock, el a inclus piese de folk, cum ar fi Friends, Gallows Pole, Bron-Y-Aur Stomp, dar și o superbă piesă de blues minor, Since I’ve Been Loving You.
După aproximativ un an, pe al patrulea album apărea viitorul hit internațional Stairway to Heaven, una dintre cele mai reușite înregistrări ale grupului. Următorul album, Houses of the Holy, editat în anul 1973, demonstrează dorința formației, de acum cu o popularitate uriașă în întreaga lume, de a explora cât mai multe și mai diverse stiluri, plecând de la rock-ul plin de vigoare la reggae, pseudo-soul, până la baladele folclorice.
Având parte si de un impresar competent, Peter Grant, formația și-a consolidat o reputație stabilă în rândul publicului iubitor de muzică rock.
Această reputație nu s-a datorat numai activității neîntrerupte și a fidelității componenților față de grup, ci și a simplului fapt că Led Zeppelin nu a apărut niciodată pe micul ecran (bineînțeles, în afară de muzicalul The Song Remains The Same), de asemenea neavând nici un disc single oficial. Trupa și-a concentrat exclusiv eforturile în realizarea unor L.P.-uri și în domeniul apariției pe scena concertelor publice. Astfel, formația tindea să editeze câte un album o data la 18 luni - un timp mai mult decât suficient pentru a cizela fiecare piesă cu grijă. Planificându-și cu discernământ fiecare turneu, fiecare concert, formația Led Zeppelin își dozează astfel aparițiile - pe disc, sau pe scenă -, încât ele să constituie evenimente muzicale așteptate cu interes crescând, de către o audiență care creștea continuu numeric.
Asemenea grupului The Who, Led Zeppelin realizează combinația perfectă a grupului de trei instrumente cu vocea solistică.
În anul 1974, formația si impresarul său întemeiază casa de discuri „Swan Song” sub auspiciile firmei „Atlantic Records”. 
Coloana sonoră a filmului The Song Remains The Same este constituită în principal din piesele albumului The Song Remains The Same editat în anul 1976. 
Albumul In Through The Out Door, a fost, din păcate, ultima realizare a grupului în componența inițială, deoarece, în 1980 moare bateristul John Bonham. În memoria acestui uriaș și virtuoz muzician, formația înregistrează albumul Coda, cu ajutorul bateristului Kenny Jones, de la The Who.
În 1980, urmând morții neașteptate a lui Bonham, Led Zeppelin a încetat a exista, iar membrii principali ai trupei, Jimmy Page și Robert Plant vor începe cariere individuale.

## Componență
- Robert Plant (voce)
- Jimmy Page (chitară)
- John Paul Jones (chitară bas, clape)
- John “Bonzo” Bonham (percuție)

## Discografie
- Led Zeppelin I - 1968
- Led Zeppelin II - 1969
- Led Zeppelin III - 1970
- Led Zeppelin IV - 1971
- Houses of the Holy - 1973
- Physical Graffiti - 1975
- Presence - 1976
- The Song Remains The Same - 1976
- In Through The Out Door - 1979
- Coda - 1982